# كام رنه
كام رنه (بالفيتنامية:Cam Ranh)، هي مدينة حضرية تقع في جنوب محافظة كان هوا الفيتنامية، تبلغ عدد سكانها نحو 121,050 نسمة. 

## المناخ
يظهر الجدول التالي التغييرات المناخية على مدار السنة لكام رنه:
| البيانات المناخية لـكام رنه                                   | البيانات المناخية لـكام رنه | البيانات المناخية لـكام رنه | البيانات المناخية لـكام رنه | البيانات المناخية لـكام رنه | البيانات المناخية لـكام رنه | البيانات المناخية لـكام رنه | البيانات المناخية لـكام رنه | البيانات المناخية لـكام رنه | البيانات المناخية لـكام رنه | البيانات المناخية لـكام رنه | البيانات المناخية لـكام رنه | البيانات المناخية لـكام رنه | البيانات المناخية لـكام رنه |
| الشهر                                                         | يناير                       | فبراير                      | مارس                        | أبريل                       | مايو                        | يونيو                       | يوليو                       | أغسطس                       | سبتمبر                      | أكتوبر                      | نوفمبر                      | ديسمبر                      | المعدل السنوي               |
| ------------------------------------------------------------- | --------------------------- | --------------------------- | --------------------------- | --------------------------- | --------------------------- | --------------------------- | --------------------------- | --------------------------- | --------------------------- | --------------------------- | --------------------------- | --------------------------- | --------------------------- |
| الدرجة القصوى °م (°ف)                                         | 31.5 (88.7)                 | 33.0 (91.4)                 | 33.9 (93.0)                 | 37.1 (98.8)                 | 38.1 (100.6)                | 37.7 (99.9)                 | 37.4 (99.3)                 | 39.0 (102.2)                | 37.3 (99.1)                 | 33.4 (92.1)                 | 32.4 (90.3)                 | 32.0 (89.6)                 | 39.0 (102.2)                |
| متوسط درجة الحرارة الكبرى °م (°ف)                             | 28.1 (82.6)                 | 29.4 (84.9)                 | 30.9 (87.6)                 | 32.2 (90.0)                 | 33.1 (91.6)                 | 33.2 (91.8)                 | 33.1 (91.6)                 | 33.3 (91.9)                 | 31.9 (89.4)                 | 30.1 (86.2)                 | 28.6 (83.5)                 | 27.5 (81.5)                 | 31.0 (87.8)                 |
| المتوسط اليومي °م (°ف)                                        | 24.3 (75.7)                 | 24.9 (76.8)                 | 26.4 (79.5)                 | 27.9 (82.2)                 | 28.8 (83.8)                 | 28.9 (84.0)                 | 28.7 (83.7)                 | 28.6 (83.5)                 | 27.7 (81.9)                 | 26.6 (79.9)                 | 25.7 (78.3)                 | 24.5 (76.1)                 | 26.9 (80.4)                 |
| متوسط درجة الحرارة الصغرى °م (°ف)                             | 21.7 (71.1)                 | 22.0 (71.6)                 | 23.1 (73.6)                 | 24.7 (76.5)                 | 25.5 (77.9)                 | 25.6 (78.1)                 | 25.3 (77.5)                 | 25.4 (77.7)                 | 24.6 (76.3)                 | 23.9 (75.0)                 | 23.3 (73.9)                 | 22.3 (72.1)                 | 24.0 (75.2)                 |
| أدنى درجة حرارة °م (°ف)                                       | 14.4 (57.9)                 | 16.4 (61.5)                 | 17.1 (62.8)                 | 19.9 (67.8)                 | 21.5 (70.7)                 | 21.1 (70.0)                 | 21.3 (70.3)                 | 21.0 (69.8)                 | 21.6 (70.9)                 | 19.3 (66.7)                 | 18.7 (65.7)                 | 15.7 (60.3)                 | 14.4 (57.9)                 |
| الهطول مم (إنش)                                               | 23 (0.9)                    | 6 (0.2)                     | 32 (1.3)                    | 29 (1.1)                    | 81 (3.2)                    | 62 (2.4)                    | 49 (1.9)                    | 50 (2.0)                    | 152 (6.0)                   | 305 (12.0)                  | 315 (12.4)                  | 140 (5.5)                   | 1٬243 (48.9)                |
| متوسط أيام هطول الأمطار                                       | 4.7                         | 2.5                         | 1.9                         | 3.4                         | 8.2                         | 8.0                         | 7.7                         | 8.7                         | 13.7                        | 15.4                        | 14.2                        | 10.8                        | 99.2                        |
| متوسط الرطوبة النسبية (%)                                     | 75.5                        | 76.0                        | 76.3                        | 76.9                        | 76.3                        | 74.4                        | 74.0                        | 74.3                        | 79.7                        | 81.6                        | 79.5                        | 76.3                        | 76.7                        |
| ساعات سطوع الشمس الشهرية                                      | 227                         | 238                         | 286                         | 266                         | 255                         | 217                         | 234                         | 224                         | 200                         | 182                         | 167                         | 175                         | 2٬672                       |
| المصدر: Vietnam Institute for Building Science and Technology |                             |                             |                             |                             |                             |                             |                             |                             |                             |                             |                             |                             |                             |